# Abuso de notación
En matemáticas, se habla de un abuso de notación (término literalmente traducido de la expresión original en inglés, abuse of notation), cuando un autor usa una notación matemática de una manera que no es del todo formalmente correcta, pero que puede ayudar a simplificar la exposición o sugerir una intuición correcta de cómo abordar un problema (dejando la aclaración de posibles confusiones para el final). Sin embargo, dado que el concepto de corrección formal/sintáctica depende tanto del tiempo como del contexto, ciertas notaciones en matemáticas que están marcadas como abuso en un contexto podrían ser formalmente correctas en uno o más contextos. Pueden ocurrir abusos de notación dependientes del tiempo cuando se introducen notaciones nuevas en una teoría algún tiempo antes de que la teoría se formalice por primera vez. Estos casos pueden corregirse formalmente consolidando y/o mejorando la teoría. El abuso de notación debe contrastarse con el mal uso de la notación, que no tiene los beneficios de presentación del primero y debe evitarse (como por ejemplo, el mal uso de la constante de integración).
Un concepto relacionado es el abuso de lenguaje, donde se hace mal uso de un término, en lugar de una notación. Por ejemplo, si bien la palabra representación designa correctamente en teoría de grupos un homomorfismo del grupo G sobre el grupo lineal general GL(V), donde V es un espacio vectorial, es común llamar a V "una representación de G". Otro abuso común del lenguaje consiste en identificar dos objetos matemáticos que son diferentes, pero canónicamente isomorfos. Distintos ejemplos incluyen identificar una función constante con su valor, identificar un grupo con una operación binaria con el nombre de su conjunto subyacente o identificar con {\displaystyle \mathbb {R} ^{3}} el espacio euclídeo de dimensión tres equipado con un sistema de coordenadas cartesianas.

## Ejemplos

### Objetos matemáticos estructurados
Muchos objetos matemáticos constan de un conjunto, a menudo llamado conjunto subyacente, equipado con alguna estructura adicional, como una operación (matemática) o una topología. Es un abuso común de notación utilizar la misma notación para el conjunto subyacente y el objeto estructurado (un fenómeno conocido como supresión de parámetros). Por ejemplo, {\displaystyle \mathbb {Z} } puede denotar el conjunto de los números enteros, el grupo de los números enteros junto con la adición, o el anillo de los números enteros con respecto a la suma y la multiplicación. En general, no hay problema con esto si el objeto al que se hace referencia se comprende bien, y evitar tal abuso de notación podría incluso hacer que los textos matemáticos sean menos inteligibles y más difíciles de leer. Cuando este abuso de notación pueda resultar confuso, se pueden distinguir entre estas estructuras denotando {\displaystyle (\mathbb {Z} ,+)} el grupo de los números enteros con respecto a la suma y {\displaystyle (\mathbb {Z} ,+,\cdot )} el anillo de los números enteros.
De manera similar, un espacio topológico consta de un conjunto X (el conjunto subyacente) y una topología {\displaystyle {\mathcal {T}},} que se caracteriza por un conjunto de subconjuntos de X (los conjuntos abiertos). Con mayor frecuencia, se considera solo una topología en X, por lo que generalmente no hay problema en referirse a X como el conjunto subyacente y el par que consiste en X y su topología {\displaystyle {\mathcal {T}}}, aunque son objetos matemáticos técnicamente distintos. Sin embargo, puede ocurrir en algunas ocasiones que se consideren dos topologías diferentes simultáneamente en un mismo conjunto, en cuyo caso se debe tener cuidado y utilizar notaciones como {\displaystyle (X,{\mathcal {T}})} y {\displaystyle (X,{\mathcal {T}}')} para distinguir entre los diferentes espacios topológicos.

### Notación de funciones
En muchos libros de texto se pueden encontrar frases como "Sea {\displaystyle f(x)} una función ...". Esto es un abuso de notación, ya que el nombre de una función es {\displaystyle f,} y {\displaystyle f(x)} denota el valor de {\displaystyle f} para el elemento {\displaystyle x} de su dominio. Las frases correctas más precisamente incluyen "Sea {\displaystyle f} una función de la variable {\displaystyle x} ..." o "Sea {\displaystyle x\mapsto f(x)} una función ...". Este abuso de notación se usa ampliamente, ya que simplifica la formulación y el uso sistemático de la notación correcta complica innecesariamente los textos.
Un abuso similar de notación se produce en oraciones como "Considérese la función {\displaystyle x^{2}+x+1} ...", cuando en realidad {\displaystyle x^{2}+x+1} es una expresión polinómica, no una función per se. La función que asocia {\displaystyle x^{2}+x+1} a {\displaystyle x} se puede denotar como {\displaystyle x\mapsto x^{2}+x+1.}. Sin embargo, este abuso de notación se usa ampliamente, ya que es más conciso y generalmente no lleva a confusión.

### Igualdad frente a isomorfismo
Muchas estructuras matemáticas se definen mediante una propiedad característica (a menudo, una propiedad universal). Una vez definida esta propiedad, puede haber varias formas de construir la estructura, y los resultados correspondientes son objetos formalmente diferentes, pero que tienen exactamente las mismas propiedades (es decir, son isomorfismos). Como no hay forma de distinguir estos objetos isomorfos a través de sus propiedades, lo habitual es considerarlos iguales, incluso si esto es formalmente incorrecto.
Un ejemplo de esto es el producto cartesiano, que a menudo se considera asociativo:
{\displaystyle (E\times F)\times G=E\times (F\times G)=E\times F\times G}.
Pero esto no es estrictamente cierto: si {\displaystyle x\in E}, {\displaystyle y\in F} y {\displaystyle z\in G}, la identidad {\displaystyle ((x,y),z)=(x,(y,z))} implicaría que {\displaystyle (x,y)=x} y {\displaystyle z=(y,z)}, por lo que {\displaystyle ((x,y),z)=(x,y,z)} no significaría nada. Sin embargo, estas igualdades pueden legitimarse y hacerse rigurosas en la teoría de categorías, utilizando la idea de la transformación natural.
Otro ejemplo de abusos similares ocurre en declaraciones como "hay dos grupos no abelianos de orden 8", que dicho más estrictamente significa "hay dos clases de isomorfismo de grupos no abelianos de orden 8".

### Clases de equivalencia
Hacer referencia a una clase de equivalencia de una relación de equivalencia mediante x en lugar de [x] es un abuso de notación. Formalmente, si un conjunto X se somete a una partición mediante una relación de equivalencia ~, entonces para cada x ∈ X, la clase de equivalencia {y ∈ X | y ~ x} se denota por [x]. Pero en la práctica, si el resto de la discusión se centra en las clases de equivalencia en lugar de en los elementos individuales del conjunto subyacente, entonces es común eliminar los corchetes.
Por ejemplo, en aritmética modular, se puede formar un grupo finito de orden n dividiendo los números enteros mediante la relación de equivalencia "x ~ y si y solo si x ≡ ' 'y (mod n)". Los elementos de ese grupo serían entonces [0], [1], ..., [n − 1], pero en la práctica normalmente se denotan simplemente como 0, 1, ..., n -1.
Otro ejemplo es el espacio de (clases de) funciones medibles sobre un espacio de medida, o clases de funciones integrables de Lebesgue, donde la relación de equivalencia es la igualdad "casi en todas partes".

## Subjetividad
Los términos "abuso del lenguaje" y "abuso de notación" dependen del contexto. Escribir "f : A → B" para una función parcial de A a B es casi siempre un abuso de notación, pero no en el contexto de la teoría de categorías, donde f puede verse como un morfismo en la categoría de conjuntos y funciones parciales.

## Traducciones desde el inglés al español
Hay dos casos muy habituales de abuso de notación al traducir artículos desde el inglés al español, achacables al sentido léxico más amplio de algunos términos en la lengua inglesa. Un caso común es la palabra "circle" (que suele emplearse indistintamente para hablar de círculos y de circunferencias, mientras que en español son dos conceptos distintos); y otro caso común es la palabra "line" (que en inglés suele usarse para hablar de líneas rectas, mientras que en español la palabra "línea" en solitario no presupone el concepto de "recta", y puede hacer referencia tanto a "líneas curvas" como a líneas rectas"). En este sentido, no es infrecuente encontrar traducciones al español en las que se habla de círculos, cuando en algunos casos sería más propio hablar de circunferencias.